# Johann Caspar Lavater
Johann Caspar (o Kaspar) Lavater (Zúrich, 15 de noviembre de 1741- 2 de enero de 1801) fue un escritor, filósofo y teólogo protestante suizo de lengua alemana. 

## Vida
Su padre era médico, pero él no continuó la tradición familiar. En el año 1763, con tan sólo 22 años, inició en compañía de Johann Heinrich Füssli un viaje formativo por el norte de Alemania en el que conoció a importantes personalidades de la época, como Moses Mendelssohn, Friedrich Gottlieb Klopstock y Christian Fürchtegott Gellert. Fue en ese periodo cuando comenzó a dedicarse seriamente a la literatura. De regreso a Suiza dos años después, fundó varias sociedades literarias y llegó a ser una de las más influyentes personalidades literarias de su época. Su formación se nutrió de las ideas de Johann Jakob Bodmer y Johann Jakob Breitinger, dos importantes promotores de la Ilustración.

## Influencia
Alcanzó notoriedad sobre todo gracias a su obra sobre la fisionomía: El arte de conocer a los hombres por la fisionomía (1775-1778), de gran influencia en los hombres del Sturm und Drang, sobre todo en lo que respecta a sus ideas sobre la exaltación del genio, como figura germinal de la creación desde la libertad, el sentimiento, la energía y la naturaleza.
Goethe, al que conoció en el año de 1774 en un viaje por el Rin, terminaría convirtiéndose en amigo y admirador suyo y le puso en contacto con Johann Gottfried Herder y Jakob Michael Reinhold Lenz. Puede considerársele el fundador de la fisionomía y de la morfopsicología.

## Dibujos y siluetas
La silueta de busto en perfil de contrastes, estilo muy en boga en Europa desde mediados del siglo XVIII, cuyo nombre provenía del apellido del economista real y político Étienne Silhouette (convertido en la denominación genérica "silueta"), fue difundida  por algunos dibujantes, especialmente por los abundantes trabajos de Lavater, dado su vehemente interés en la fisonomía humana, lo que consolidó esta forma de dibujo como objeto de moda. A él se atribuye el diseño de un mueble para realizar dicha ilustración a partir de la sombra proyectada del modelo, como puede observarse en grabados de la época. Sus publicaciones muestran frecuentemente  múltiples dibujos de este tipo en diversas versiones, algunas de él y su propia familia. En todo caso, Lavater ilustraba con sus propios dibujos alusivos sus distintos escritos. El estilo sufriría cambios a lo largo de los años por venir y las geografías, sobre todo a manos del retratista francés, Auguste Edouart (1789–1861), quedando prácticamente olvidado con la aparición del daguerrotipo. 
Aunque en París suele confeccionarse una especie de silueta a base de recortes de papel y cartón, tradicionalmente, no debe confundirse con el estilo de Lavater, que en nuestros días ha sido retomado por el escritor mexicano Carlos Fuentes y Espinosa Salido, no sin algunos retoques y adaptaciones de su invención (nótese la imagen de la derecha).
La célebre  ilustradora suiza Warja Lavater (1913-2007) era descendiente directa de Johann Casper.